# Галлезеро
Га́ллезеро (карел. Haljärvi, Hallijärvi) — деревня в составе Кончезерского сельского поселения Кондопожского района Республики Карелия Российской Федерации.

## Общие сведения
Расположена на северном берегу озера Галлезеро.
Согласно списку населённых мест 1873 г. в Галлезеро Петрозаводского уезда жило 129 человек. Имелась часовня во имя великомученика Георгия.

## Интересные факты
Крестьянин деревни Галлезеро Окулов Иван Сергеевич (1896—?), герой Первой мировой войны, рядовой, был награждён военным орденом Святого Георгия 3-й степени.

## Население
| 1873 | 2002 | 2009 | 2010 | 2013 |
| ---- | ---- | ---- | ---- | ---- |
| 129  | ↘0   | ↗2   | ↘0   | →0   |